# Паразитски број
-паразитски број за {\displaystyle 2\leq n\leq 9} је природан број, такав да када се помножи са n, његов децимални облик је исти као и оригинални број, осим што је последња цифра пребачена на прво место.
-паразитски број се може наћи на следећи начин. Ако је m ред од 10 модуло (10n − 1), онда је 
-паразитски број. На пример, ако је n = 2, тада је 10n − 1 = 19, и понављајуће децимале за 1/19 су 
Дужина овог периода је иста као ред од 10 по модулу 19, па n × (10 − 1)/19 = 105263157894736842.  
105263157894736842 × 2 = 210526315789473684, што је резултат који се добије када се последња цифра 105263157894736842 премести на почетак.
Најмањи n-паразитски бројеви су:
|   | Најмањи -паразитски број                                    |
| 2 | 105263157894736842                                          |
| 3 | 1034482758620689655172413793                                |
| 4 | 102564                                                      |
| 5 | 142857                                                      |
| 6 | 10169491525423728813559932203389830508474576271186440677966 |
| 7 | 1014492753623188405797                                      |
| 8 | 1012658227848                                               |
| 9 | 10112359550561797752808988764044943820224719                |

Дата формула не генерише све елементе горње таблице; она генерише 1020408163265030612244897959183673469387755 као 5-паразитски број. Остали n-паразитски бројеви генерисани формулом су најмањи за одговарајуће n.